# آوکوستی سیهوولا
آوکوستی سیهوولا (فنلاندی: Aukusti Sihvola; ۷ مارس ۱۸۹۵ – ۱۸ ژوئن ۱۹۴۷) کشتی‌گیر اهل فنلاند بود.